# Тарнавський Остап Давидович
Оста́п Дави́дович Тарна́вський (1917, Львів — 19 вересня 1992, Філадельфія) — український поет, перекладач, літературний критик, журналіст, літературознавець, культурний діяч.
Псевдоніми — Тарас Кульчицький, Лесь Юрчик.

## Життєпис
Народився 3 травня 1917 року у Львові в родині робітника, навчався у Львівській академічній гімназії, проте через проблеми зі здоров'ям змушений був припинити навчання, студіював філологію у Львівському університеті (1935—1939), навчався у Львівському політехнічному інституті (1939—1941). Був прийнятий до Спілки письменників України.
У 1941—1944 роках під час німецької окупації працював журналістом у «Львівських вістях», «Українських щоденних вістях», літературно-мистецькому місячнику «Наші дні». 1944 року емігрував на Захід, перебував у таборах у Кракові, Відні, Зальцбурзі, Граці. З 1948 року працював службовцем у Зальцбурзі.
1949 року переїздить до США, вивчає бібліотекознавство в Дрексельському університеті. Працює бібліотекарем, журналістом, учителем у суботній школі українознавства. Член-засновник Об'єднання українських письменників «Слово». Обирається секретарем (1958), потім головою Об'єднання українських письменників «Слово» (1975).
Екзекутивний директор З'єднаного Україно-Американського Допомогового Комітету (ЗУДАК) й автор книг про допомогову діяльність американських українців «Брат братові» (1971).
1976 року в Українському вільному університеті захистив докторську дисертацію «Т. С. Еліот і Павло Тичина».
1989 року приїздив в Україну.
Помер 19 вересня 1992 року у Філадельфії. Похований на українському католицькому цвинтарі Фокс Чейз у Філадельфії.

## Творчість
Автор поетичних збірок «Слова і мрії» (1948), «Життя» (1952), «Мости» (1956), «Самотнє дерево»
(1960), «Сотня сонетів» (1984); збірки есе «Туга за мітом» (1966), новел і нарисів «Камінні ступені» (1979), книги спогадів «Літературний Львів» (1995).
Збірки поезій:
- «Слова і мрії» (1948);
- «Життя» (вінок сонетів, 1952);
- «Мости» (1956);
- «Самотнє дерево» (1960).

Збірки есе:
- «Подорож поза відоме» (1965);
- «Туга за мітом» (1966).

Збірка нарисів і новел «Камінні ступені» (1974); «Поетичні переклади» (2006).
Літературні і театральні рецензії.
Окремі видання і праці:
- Тарнавський О. Від шестидесятників до поетів-дисидентів//Слово. Збірник 9. — Едмонтон: ОУП «Слово», 1981. — С. 288—287.
- Тарнавський О. Зібрані вірші. — Філадельфія, 1992. — 449 с.
- Тарнавський О. З'їзд українських письменників «Слово» // Літературна Україна. — 1990. — 23 серпня.
- Тарнавський О. Життя: Вінок сонетів. — Філадельфія: Київ, 1952. — 21 с.
- Тарнавський О. Відоме й позавідоме. — К.: Час, 1999. — С. 6-14.
- Тарнавський О. «Крейзі» та інші оповідання. — К.: Пульсари, 2005. — 192 с.
- Тарнавський О. Літературний Львів. 1939—1944. Спомини. — Львів: Просвіта, 1995. — 135 с.
- Тарнавський О. Майстер карикатури — Едвард Козак // Сучасність. — 1974. — Ч. 12 (168). — С. 39-56.
- Тарнавський О. Мости: Поезії. — Нью-Йорк: Слово, 1956. — 78 с.
- Тарнавський О. Поетичний шлях Богдана Кравцева // Сучасність. — 1977. — Ч. 11 (203). — С. 18-39.
- Тарнавський О. Поетичні переклади. — К.: Пульсари, 2006. — 184 с.
- Тарнавський О. Сотня сонетів. — Філадельфія; Торонто: Слово, 1984. — 100 с.
- Тарнавський О. Туга за мітом: Есеї. — Нью-Йорк: Ключі, 1966. — 160 с.